# Clube FM Santo Ângelo
Clube FM Santo Ângelo é uma estação de rádio brasileira sediada no município de Santo Ângelo, cidade do estado do Rio Grande do Sul. Opera no dial FM 94,5 MHz e é afiliada à Rede Clube FM. A emissora foi fundada por Luiz Valdir Andres, e é pertencente ao Grupo Sepé de Comunicação.

## História
A emissora foi fundada em 22 de março de 1980, por Luiz Valdir Andres, como Rádio Sepé 2 no dia do aniversário da cidade de Santo Ângelo, onde fica concessionada e sediada a emissora.
Em 1996, a emissora passou a transmitir a Rede Atlântida de Porto Alegre, afiliação essa que se estendeu até 2002, quando a emissora se tornou Nova FM. Em 2008, a emissora chegou a transmitir a Rede Maisnova, mais a parceria não durou muito tempo e se encerrou em 2009. Em 29 de abril de 2015, a emissora voltou a transmitir a Maisnova.
Em 17 de março de 2021, o Grupo Sepé de Comunicação, proprietário da emissora, anunciou que a emissora deixaria a Maisnova novamente e passaria a transmitir a Rede Clube FM. Em 1.° de abril, a 94.5 FM encerra sua parceria com a Maisnova e inicia expectativa para a sua nova rede. A estreia aconteceu no dia 5 do mesmo mês.

## Locutores
- Alessandro Almeida
- Fabiane Oliveira
- Lara Santos[10]